# 山高帽

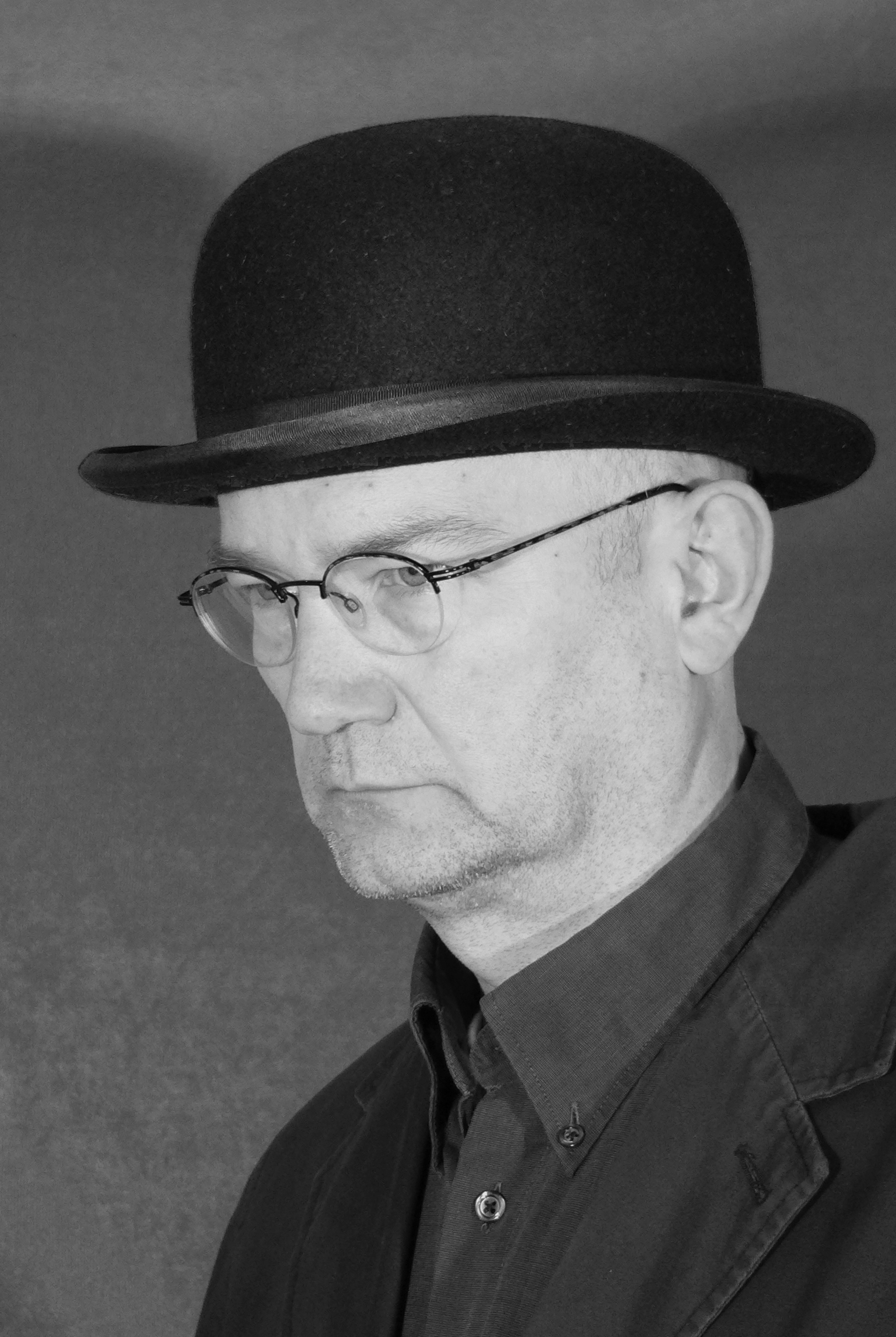
山高帽を被った男性

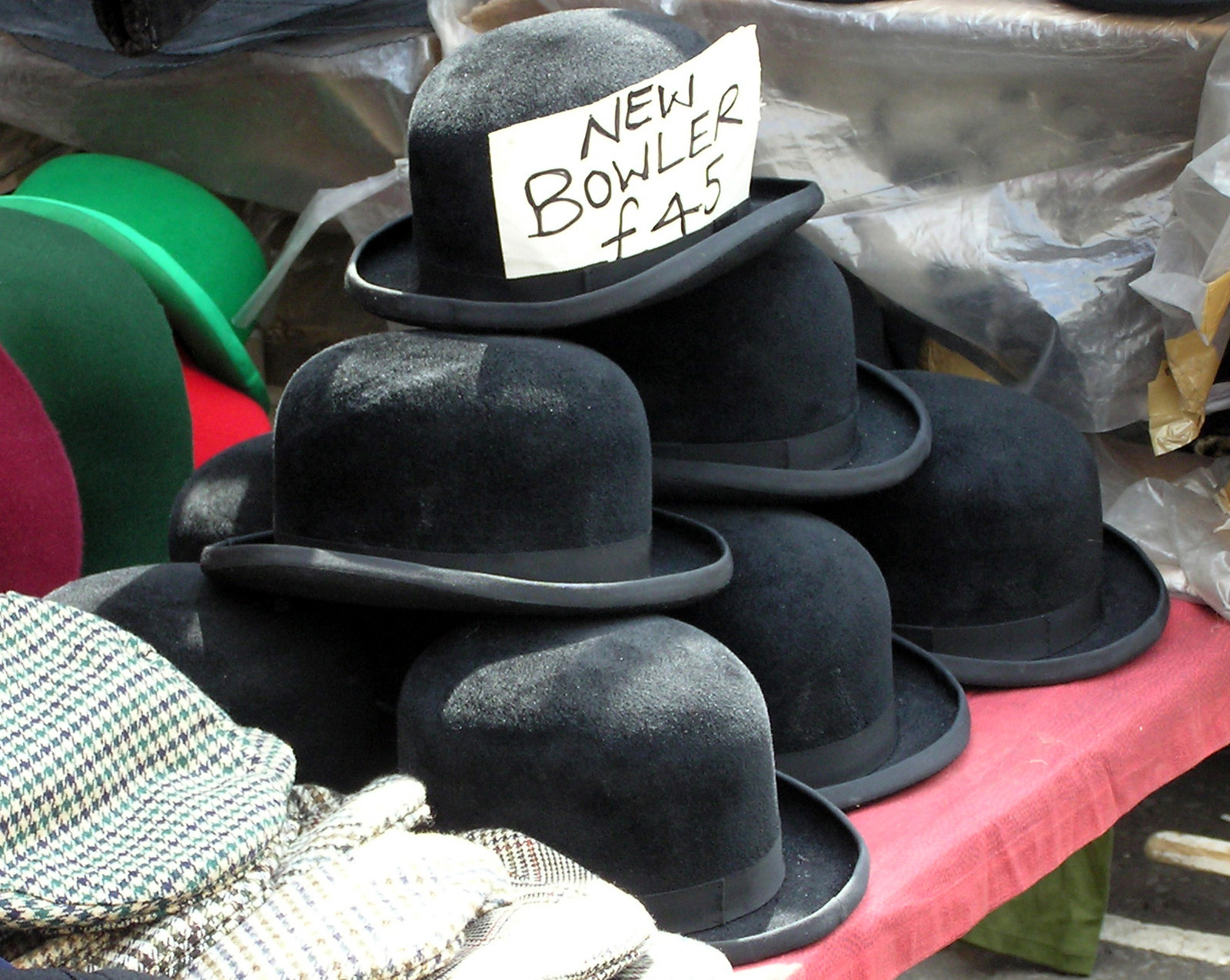
ロンドンの露店で陳列される山高帽

山高帽、山高帽子（やまたかぼう、やまたかぼうし）は、イギリス発祥の帽子である。主に男性用。
山（クラウン）の高い帽子の総称として用いられる場合もあるが、本項はボーラーハット（Bowler hat）についての記述である。

## 概要
堅く加工したウールのフェルト製の帽子で、半球型のクラウン（帽子の山の部分）と巻き上がったブリム（帽子のつばの部分、ブリムが平らなものもある）が特徴(他に絹やカシミヤ、綿、ポリエステル等がある)。クラウンの高さやブリムの反り具合は時代ごとに流行がある。色は黒が基本色だが、グレーや茶系統の物もポピュラーである他に赤や青、紺、白など様々な色が存在する。

## 歴史
山高帽（ボーラーハット）は、後にレスター伯爵となるトーマス・コーク卿（Thomas Coke, 2nd Earl of Leicester）のために1850年にイギリスで初めて作られた。ロンドン・セントジェームス街の帽子商James and George Lockは、顧客であるトーマス・コークが馬上で低木枝から頭部を保護できるようなアイアンハット（iron hat）という堅い帽子をデザインして、試作品の作成をサザク（Southwark）に工場を構える帽子製造業者ウィリアム・ボーラー（William Bowler）に依頼。ボーラーが帽子の試作品を完成させた。ロックは、その帽子を顧客の名に因んでコークハット（Coke Hat）と呼ぶように主張したためコークハットとボーラーハットの名称が混在する時期があったが、帽子の形状がボウル（Bowl）を連想させたためウィリアム・ボーラーに因んだボーラーの名称がサザク周辺から定着して広まった。このような経緯から、現代でも一部ではコークハットの名称も用いられている。
元々は乗馬用の帽子であるが、上流階級が被るシルクハットと労働者階級が被るフェルト製ソフトハットの中間的な帽子として街中で被る人達が増え始め、19世紀末にイギリスで人気がピークに達した。その後、チャーリー・チャップリン等の映画の登場人物や多数の著名人に愛用されたこともあり世界中に普及したが、イギリスでは1960年頃には廃れてしまった。現在は、世界中で伝統を重んじる保守層や新たな若者層などに支持されている。

### 日本での歴史
日本では慶応の頃から定期的にヨーロッパから帽子が輸入され始め、この時期に初めて山高帽も輸入されたと思われる。1871年（明治4年）8月9日に散髪脱刀勝手令（断髪令）が太政官布告され、1873年（明治6年）1月13日に洋式を取り入れた絵図姿入り大礼服制の改正公布、同年3月20日に明治天皇の断髪に至ると、文明開化の時流に乗って明治政府高官や財界人、その他市民の間で山高帽は大流行した。イギリスからの輸入は相当量だったようで、1890年（明治23年）に渋沢栄一、益田孝、益田克徳、馬越恭平などの財界人によって帽子製造会社が設立され日本でも山高帽の製造に着手したが、この際にイギリスから招聘した技師二人を巡って輸出量を減らしたくないイギリスの帽子輸出業者が激しく非難したというエピソードも残っている。当時は急激に洋装文化を受け入れた時期であったため、生活様式の変化にとまどう市民の間では紋付き羽織袴に二重廻しのマントを羽織り、山高帽を被って革靴を履くという和洋折衷のスタイルも見られた。

## 各国での呼称など
発祥の地であるイギリス等ではボーラーハット（英: Bowler hat, もしくは単にBowler）の名称が一般的だが、世界各地では様々な呼称が用いられている。
- アメリカ合衆国では、乗馬の際に被ったことからダービー伯爵（ダービーステークスの創設者のひとりである第12代ダービー伯爵エドワード・スミス＝スタンリー）に因んでダービーハット（Derby hat, もしくは単にDerby）と呼ばれる。
- ドイツやフランスでは半球型のクラウンがメロンに似ているため、その呼称が用いられている（独：Melone、仏：Chapeau melon）。
- 日本ではイギリスから初めて輸入された当時、帽子の山が高い形状から山高帽、山高帽子と呼ばれた。現代ではボーラーハットやダービーハットの名称も一般的に用いられる。

元来男性用の帽子だが、ボリビアなど南米の一部では女性（チョリータ）も被っている。

## 愛用者
山高帽がトレードマークとして知られる著名人や映画などの登場人物を例として挙げる。
- ベニート・ムッソリーニ：イタリアの政治家、ファシスト党党首
- ホセ・リサール：フィリピン独立の英雄
- ルネ・マグリット：ベルギーの画家
- アッカー・ビルク：（Acker Bilk）：クラリネット奏者
- チャーリー・チャップリン：複数の作品で演じる放浪者（Tramp）
- スタン・ローレル（Stan Laurel）：オリヴァー・ハーディーとのコンビで知られる喜劇俳優
- オリヴァー・ハーディ（Oliver Hardy）：スタン・ローレルとのコンビで知られる喜劇俳優
- エリック・サティ：作曲家
- エルキュール・ポアロ：アガサ・クリスティの推理小説の登場人物（デヴィッド・スーシェの配役が有名）
- マルコム・マクダウェル：『時計じかけのオレンジ』の主人公アレックス・デラージ
- コーネリウス・ファッジ：J・K・ローリングの小説『ハリー・ポッター』シリーズの登場人物（映画ではロバート・ハーディが演じている）
- ピンキーとキラーズ：日本の歌手グループ
- 内田百閒：小説家、随筆家
- 山田隆夫：笑点の座布団運び。元ずうとるび。(経営する会社の名前が山高帽)
- ピーター・クレメンザ：『ゴッドファーザーPARTII』の登場人物
- マグワイア：『ロード・トゥ・パーディション』の登場人物
- ピーター・モレロ：マフィア

## ギャラリー

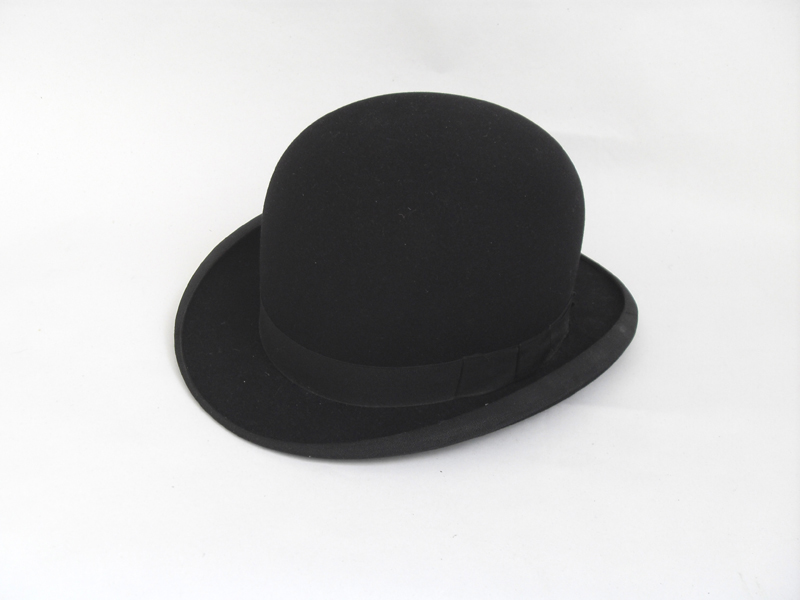
山高帽
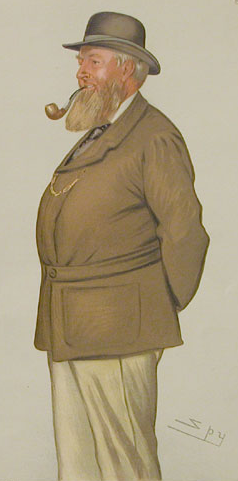
山高帽のきっかけになった、トーマス・コーク卿
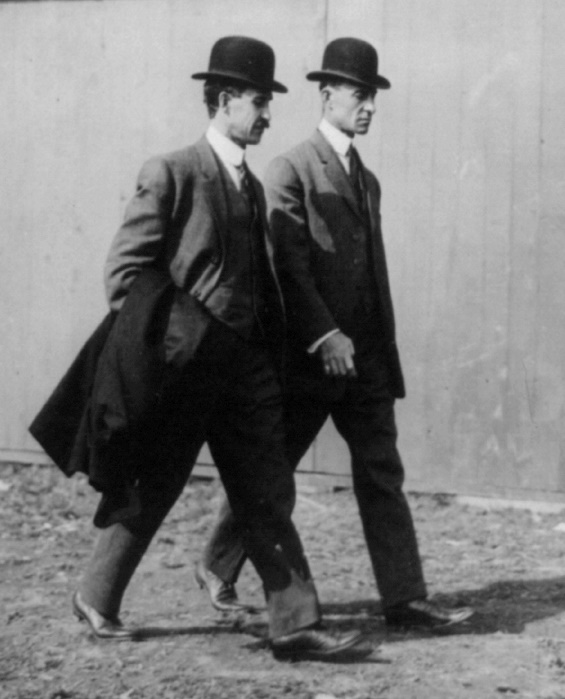
ライト兄弟
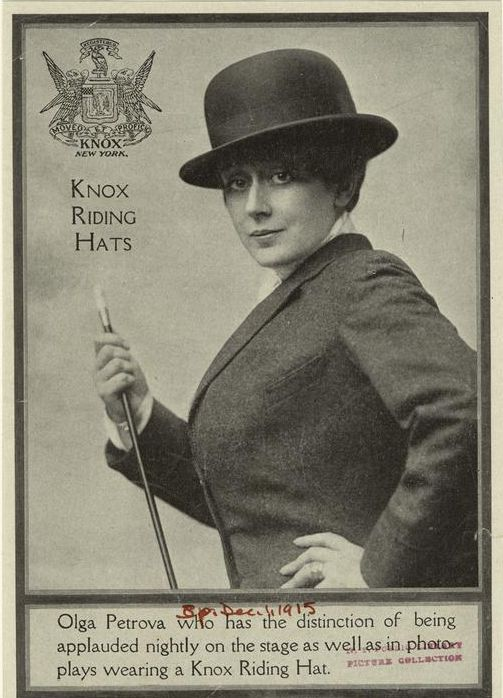
オルガ・ペトロヴァ（1915年）